# 쥬라기 월드 에볼루션 2
쥬라기 월드 에볼루션 2(Jurassic World Evolution 2)는 프론티어 디벨롭먼츠가 개발하고 배급한 건설경영 시뮬레이션 게임 비디오 게임이다. 쥬라기월드: 에볼루션 (2018)의 속편이며 쥬라기 월드: 폴른 킹덤과 쥬라기 월드: 도미니언 사이에 벌어지는 이야기를 다룬다. 이 게임은 2021년 11월 9일에 플레이스테이션 4, 플레이스테이션 5, 윈도우, 엑스박스 원, 엑스박스 시리즈 X/S로 출시되었다. 이 게임은 전작보다 개선되었다는 평가를 받으며 비평가들로부터 대체로 호평을 받았다.

## 게임플레이
전작과 마찬가지로 《에볼루션 2》는 플레이어가 쥬라기 월드 선사시대 테마파크를 건설하는 경영 시뮬레이션 게임이다. 이 게임은 다양한 공룡, 익룡, 해양 파충류를 포함하여 75종 이상의 선사시대 종을 특징으로 한다. 플레이어는 방문객들이 이 동물들을 관람할 수 있도록 울타리, 조류 사육장, 석호를 건설해야 한다. 이 동물들은 먹는 먹이의 종류와 서식지에 필요한 숲의 범위 등 다양한 요구를 가지고 있으며, 건강하고 만족스럽게 유지하기 위해서는 이러한 요구를 충족해야 한다. 이 게임은 같은 서식지에 살면 동물들이 자원을 놓고 서로 싸우는 역동적인 영역 시스템을 특징으로 한다. 그들의 영역은 서식지에 있는 자원에 따라 끊임없이 변한다. 전작과 비교하면 선사시대 종을 위한 더 복잡한 인공지능을 특징으로 하는데, 이들은 무리로 사냥하고 다른 종과 더 자주 그리고 현실적으로 상호 작용한다. 지형 도구가 완전히 재작업되어 플레이어는 초식 동물이 먹을 수 있도록 적절한 나무와 관목을 심어야 한다.
플레이어는 다양한 시설을 건설하고 선사시대 종의 연구와 부화를 위해 과학자를 모집해야 한다. 모집된 과학자는 다양한 게임플레이 혜택을 제공하지만, 과로하고 불만족스러운 근로자는 공원을 방해하고 의도적으로 동물을 탈출시킬 것이다. 선사시대 동물을 부화시키기 위해서는 먼저 화석에서 DNA를 추출해야 한다. DNA는 특정 질병에 대한 내성과 같은 독특한 특성을 동물에게 부여하기 위해 조정될 수 있다. 플레이어는 또한 동물을 행복하고 건강하게 유지하기 위해 레인저와 수의사를 모집해야 한다. 방문객을 즐겁게 하기 위해 플레이어는 자이로스피어와 같은 다양한 놀이기구를 건설할 수 있는데, 이제 이 놀이기구는 여러 울타리를 통과하고 선사시대 동물에게 공격받을 수 있다. 방문객은 다양한 관심사를 가진 다른 그룹으로 분류된다. 예를 들어, 자연 애호가는 초식 동물을 보는 것을 더 좋아하는 반면, 모험가들은 육식 동물을 보는 것을 더 좋아한다. 화장실, 기념품 가게, 레스토랑과 같은 편의 시설도 건설해야 하며, 플레이어는 다른 방문객의 요구를 충족시키기 위해 다른 모듈과 장식으로 이들을 커스터마이징할 수 있다.
첫 번째 게임은 가상의 군도인 라스 신코 무에르타스에 설정되었지만, 《에볼루션 2》는 외부 세계에 설정되어 있으며, 숲과 사막과 같은 다양한 생물 군계를 특징으로 하며, 각각 플레이어가 공원을 설계하는 동안 독특한 도전을 제공한다. 게임에 등장하는 지도는 첫 번째 게임보다 훨씬 크다. 이 게임은 쥬라기 월드: 폴른 킹덤 이후를 배경으로 하는 캠페인 모드, 영화 속 주요 내러티브 순간을 다시 방문하는 "카오스 이론" 모드 (예: 쥬라기 공원 2: 잃어버린 세계에서 볼 수 있는 샌디에고 근처의 쥬라기 공원 시설 건설), 그리고 도전 및 샌드박스 모드가 다시 등장한다. 제프 골드블룸과 브라이스 댈러스 하워드는 각각 이안 말콤과 클레어 디어링의 목소리를 맡았다.

## 개발 및 출시
《쥬라기 월드 에볼루션 2》는 프론티어 디벨롭먼츠에서 개발 및 배급했다. 이 게임은 2021년 6월 E3 2021 기간 동안 서머 게임 페스트에서 골드블룸에 의해 발표되었다. 이 게임의 캠페인 모드는 캐논으로 간주되며 쥬라기 월드: 폴른 킹덤과 쥬라기 월드: 도미니언 사이에 벌어지는 이야기를 다룬다. 프론티어는 유니버설 픽처스와 긴밀하게 협력하여 게임이 스튜디오의 프랜차이즈 미래 계획에 부합하도록 했다. 회사는 영화의 사운드 효과 및 주제 음악 컬렉션에 접근할 수 있었다.
《쥬라기 월드 에볼루션 2》는 2021년 11월 9일에 플레이스테이션 4, 플레이스테이션 5, 윈도우, 엑스박스 원, 엑스박스 시리즈 X/S로 출시되었다. 게임을 예약 구매한 플레이어는 쥬라기 공원 2: 잃어버린 세계에서 영감을 받은 차량 스킨 3개를 받았다. 출시 시점에 디럭스 업그레이드 팩이 출시되어 5종의 새로운 종이 추가되었다.

### 업데이트 및 다운로드 콘텐츠
《쥬라기 월드 에볼루션 2》는 유료 다운로드 콘텐츠(DLC) 및 무료 업데이트 출시를 통해 출시 후 지원된다. 첫 번째 DLC인 초기 백악기 팩은 2021년 12월 9일에 출시되었으며, 해당 시대의 새로운 종 4종이 추가되었다. 두 번째 DLC인 캠프 백악기 공룡 팩은 2022년 3월 8일에 출시되었으며, 새로운 종 1종, 잡종 종 1종, 그리고 애니메이션 TV 시리즈 쥬라기 월드 백악기 어드벤처를 기반으로 한 새로운 외형이 추가되었다.
이 게임의 첫 번째 확장팩인 도미니언 바이오신 확장팩은 2022년 6월 14일에 출시되었으며, 새로운 캠페인, 4종의 새로운 종, 그리고 쥬라기 월드: 도미니언을 기반으로 한 새로운 외형을 특징으로 한다. 세 번째 DLC인 후기 백악기 팩은 2022년 9월 15일에 출시되었으며, 해당 시대의 새로운 종 4종이 추가되었다.
이 게임의 두 번째 확장팩인 도미니언 몰타 확장팩은 2022년 12월 8일에 출시되었으며, 새로운 캠페인, 4종의 새로운 종, 그리고 쥬라기 월드 도미니언을 기반으로 한 새로운 외형을 특징으로 한다. 네 번째 DLC인 깃털 종 팩은 2023년 3월 30일에 출시되었으며, 깃털 달린 종 3종과 나는 파충류 1종이 추가되었다. 첫 번째 영화에서 영감을 받은 장식을 추가한 무료 업데이트는 2023년 6월 8일에 30주년을 기념하여 출시되었다.
다섯 번째 DLC인 선사시대 해양 종 팩은 2023년 8월 10일에 출시되었으며, 4종의 새로운 해양 종이 추가되었다. 여섯 번째 DLC인 백악기 포식자 팩은 2023년 11월 30일에 출시되었으며, 4종의 새로운 육식 종이 추가되었다. 일곱 번째 DLC인 비밀 종 팩은 2024년 3월 13일에 출시되었으며, 첫 번째 게임의 잡종 3종과 캠프 백악기에 등장하는 새로운 잡종이 부화 가능한 종으로 추가되었다. 여덟 번째 DLC인 공원 관리자 컬렉션 팩은 2024년 5월 16일에 출시되었으며, 4종의 새로운 종이 추가되었다.
| 이름                     | 출시일           | 설명 |
| ------------------------ | ---------------- | --- |
| 디럭스 업그레이드 팩     | 2021년 11월 9일  | 디럭스 업그레이드 팩은 부화 가능한 종으로 지오스테른베르기아, 아텐보로사우루스, 파키리노사우루스, 후양고사우루스, 메갈로사우루스를 추가한다. |
| 초기 백악기 팩           | 2021년 12월 9일  | 초기 백악기 팩은 부화 가능한 종으로 우에르호사우루스, 민미, 중가립테루스, 크로노사우루스를 추가한다. |
| 캠프 백악기 공룡 팩      | 2022년 3월 8일   | 캠프 백악기 공룡 팩은 드림웍스 애니메이션의 쥬라기 월드 백악기 어드벤처 쇼에서 새로운 종 2종과 가상의 잡종 스콜피우스 렉스를 추가한다. 이 DLC는 또한 게임 내 모델과 현저히 다른 디자인을 특징으로 하는 오우라노사우루스와 켄트로사우루스의 대체 모델을 특징으로 한다. 이 팩은 또한 시리즈의 여러 개별 공룡을 기반으로 하는 스킨을 추가한다: 빅 이티를 기반으로 하는 티라노사우루스 스킨, 피어스를 기반으로 하는 켄트로사우루스 스킨, 토로를 기반으로 하는 카르노타우루스 스킨, 범피를 기반으로 하는 안킬로사우루스 스킨, 그리고 그림, 림보, 카오스를 기반으로 하는 바리오닉스 스킨. 이 팩은 또한 인공적으로 만들어진 생물발광 종인 가상의 파라사우롤로푸스 럭스를 기반으로 하는 파라사우롤로푸스의 스킨 2개를 특징으로 한다. 추가된 모든 공룡과 스킨은 캠프 백악기의 처음 4개 시즌에 등장했다. |
| 도미니언 바이오신 확장팩 | 2022년 6월 14일  | 도미니언 바이오신 확장팩은 쥬라기 월드: 도미니언에 등장하는 바이오신 밸리를 기반으로 하는 새로운 캠페인을 추가한다. 클레어 디어링 외에도 캠페인에는 전 쥬라기 공원 컨설턴트 앨런 그랜트 박사(샘 닐)와 엘리 새틀러 박사(로라 던), 바이오신의 책임자 루이스 도지슨 박사(캠벨 스콧), 그리고 램지 콜(마무두 아티)이 등장한다. 이 확장팩은 또한 부화 가능한 종으로 4종의 새로운 종을 추가한다: 피로랍토르, 테리지노사우루스, 디메트로돈, 케찰코아틀루스. 두 종을 위한 두 개의 새로운 변종인 기가노토사우루스와 드레드노투스, 그리고 도미니언에서의 외형을 기반으로 하는 6개의 새로운 스킨(티라노사우루스를 위한 두 개, 딜로포사우루스를 위한 한 개, 그리고 파라사우롤로푸스를 위한 세 개)도 추가되었다.                                                                                             |
| 후기 백악기 팩           | 2022년 9월 15일  | 후기 백악기 팩은 부화 가능한 종으로 바바리닥틸루스, 스틱소사우루스, 아우스트랄로베나토르, 알라모사우루스를 추가한다. 이 팩은 또한 스틱소사우루스를 위한 럭스라고 불리는 생물발광 패턴을 도입했다. |
| 도미니언 몰타 확장팩     | 2022년 12월 8일  | 도미니언 몰타 확장팩은 쥬라기 월드: 도미니언에 등장하며 영화 사건 이전에 설정된 몰타의 암시장을 특징으로 하는 새로운 캠페인을 추가한다. 이 캠페인은 캐릭터 케일라 와츠(드완다 와이즈), 배리 셈베네(오마르 시), 그리고 소요나 산토스(디천 래크먼)를 특징으로 한다. 이 확장팩은 또한 새로운 건물, 플레이어가 발굴지에서 화석과 게놈을 찾는 대신 암시장에서 공룡 종을 사고 파는 "공룡 거래소"라는 새로운 메커니즘, 지중해 군도를 기반으로 하는 세 개의 새로운 섬, 그리고 여러 개의 새로운 종을 추가한다: 아트로키랍토르, 리스트로사우루스, 모로스 인트레피두스, 그리고 오비랍토르. 이 확장팩은 또한 도미니언에서의 외형을 기반으로 하는 기존 종인 알로사우루스, 디모르포돈, 이구아노돈, 그리고 카르노타우루스를 위한 4개의 추가적인 변종 스킨을 특징으로 한다.                                    |
| 깃털 종 팩               | 2023년 3월 30일  | 깃털 종 팩은 부화 가능한 종으로 유티라누스, 시노사우롭테릭스, 데이노케이루스, 제홀로프테루스를 추가한다. |
| 선사시대 해양 종 팩      | 2023년 8월 10일  | 선사시대 해양 종 팩은 부화 가능한 종으로 아르켈론, 둔클레오스테우스, 노토사우루스, 쇼니사우루스를 추가한다. 이 팩은 또한 노토사우루스를 위한 럭스 패턴과 아르켈론과 노토사우루스를 수용하기 위한 석호 암석 플랫폼을 도입한다. |
| 백악기 포식자 팩         | 2023년 11월 30일 | 백악기 포식자 팩은 부화 가능한 종으로 기간토랍토르, 유타랍토르, 콘카베나토르, 타르보사우루스를 추가한다. |
| 비밀 종 팩               | 2024년 3월 13일  | 비밀 종 팩은 쥬라기 월드: 에볼루션의 가상 잡종인 안킬로도쿠스, 스피노랍토르, 스테고케라톱스를 다시 도입하고, 쥬라기 월드 백악기 어드벤처에 등장하는 가상 잡종인 스피노케라톱스를 부화 가능한 종으로 추가한다. 이 팩은 또한 네 가지 잡종 모두와 인도미누스 렉스, 인도랍토르를 위한 럭스 패턴을 도입한다. |
| 공원 관리자 컬렉션 팩    | 2024년 5월 16일  | 공원 관리자 컬렉션 팩은 부화 가능한 종으로 메갈로돈, 미크로케라톱스, 세기사우루스, 타나토스드라콘을 추가한다. 또한 쥬라기 월드 백악기 어드벤처의 개체 리틀 이티를 기반으로 하는 티라노사우루스 스킨을 추가한다. |

## 평가
리뷰 애그리게이터 메타크리틱에 따르면 이 게임은 "대체로 호평"을 받았다.
PCGames N은 이 게임에 7점을 부여하며 다음과 같이 평가했다: "전작을 영리하게 개선했으며 게임에서 제작된 가장 멋진 공룡들을 여전히 자랑한다. 하지만 통제할 수 없는 재난 상황을 다루는 것은 여전히 재미있지 않다. 비록 쥬라기 공원 IP의 테마와 맞지만 말이다."
PC에서의 초기 판매량은 예상보다 낮았는데, 이는 이 게임이 다른 여러 유명 PC 게임들과 같은 주에 출시되었기 때문이다. 콘솔 버전은 예상대로 판매되었으며, 출시 2주 이내에 모든 플랫폼에서 약 50만 명의 플레이어를 확보했다. 프론티어는 다가오는 쥬라기 월드: 도미니언의 출시 덕분에 이 게임이 첫해에 전작보다 더 많은 수익을 올릴 것으로 예상했다.

## 속편
프론티어 디벨롭먼츠는 2024년 5월에 제목이 미정인 속편을 발표했다. 이 게임은 2025년 6월부터 2026년 5월 사이에 출시될 예정이다.